# Барка (Дивача)
Барка (словен. Barka, итал. Barca) је насељено место у општини Дивача, Обално-крашка регија, Словенија.

## Историја
До територијалне реорганизације у Словенији била је у саставу старе општине Сежана.

## Становништво
У попису становништва из 2011. године, Барка је имала 102 становника.
| Број становника према пописима | Број становника према пописима | Број становника према пописима |
| ------------------------------ | ------------------------------ | ------------------------------ |
| 1991                           | 2002                           | 2011                           |
| 132                            | 101                            | 102                            |